# Anita O’Day & the Three Sounds
Anita O’Day & the Three Sounds — студийный альбом американской певицы Аниты О’Дэй и джазового трио The Three Sounds, выпущенный в 1963 году на лейбле Verve Records.
Сама О’Дэй в своих мемуарах охарактеризовала игру пианиста Джин Харрис как великолепную, а саму сессию назвала «потрясающей»

## Отзывы критиков
| Оценки критиков               | Оценки критиков |
| Источник                      | Оценка          |
| ----------------------------- | --------------- |
| AllMusic                      | [ 2 ]           |
| Billboard                     | [ 3 ]           |
| Encyclopedia of Popular Music | [ 4 ]           |

В рецензии AllMusic Брюса Эдера говорилось: «Этот странный (и странно притягательный) альбом является самым противоречивым из всех релизов О’Дэй для Verve Records, популярным среди хардкорных её поклонников за демонстрацию того, что почти минималистичный аккомпанемент The Three Sounds позволяет ей петь… пока О’Дэй поёт пять песен. Она удивительно сдержанна на протяжении большей части своей работы здесь… она кажется невдохновлённой в плане какой-либо изобретательности, с долгими паузами молчания, когда можно было бы ожидать, что она будет импровизировать. То, что здесь есть, прекрасно … но в сеансах удивительно мало жизни».
Музыкальный критик Уилл Фридуолд заявил, что объединение сил О’Дэй и The Three Sounds привело к плачевным результатам, а также, что это был неблагоприятный способ завершить кульминационный период карьеры.

## Список композиций
1. «When the World Was Young» (Жерар Фиипп, Джонни Мерсер) — 3:30
2. «Someday My Prince Will Come» (Фрэнк Черчилль, Ларри Мори) — 4:21
3. «All Too Soon» (Дюк Эллингтон, Карл Сигман) — 3:15
4. «My Heart Stood Still» (Ричард Роджерс, Лоренц Харт) — 3:33
5. «My Ship» (Курт Вайль, Айра Гершвин) — 4:30
6. «Leave It to Me» (Донн Треннер) — 5:12
7. «Whisper Not» (Бенни Голсон, Леонард Физер) — 2:52
8. «Blues by Five» (The Three Sounds) — 4:36
9. «(Fly Me to the Moon) In Other Words» (Барт Ховард) — 3:44
10. «You and the Night and the Music» (Артур Шварц, Говард Дитц) — 2:35

## Участники записи
- Анита О’Дэй − вокал (треки 1, 3, 5, 7, 9 и 10)
- Джин Харрис — фортепиано
- Эндрю Симпкинс — бас-гитара
- Билл Дауди — барабаны
- Рой Элбридж — труба (7)